# Dwubratskij
Dwubratskij (ros. Двубратский) – osiedle w Rosji, w Kraju Krasnodarskim, w rejonie ust-łabińskim. W 2010 liczyło 8541 mieszkańców.